# Mario Paul
Mario Paul – piłkarz z Turks i Caicos grający na pozycji pomocnika, reprezentant Turks i Caicos grający w reprezentacji w latach 1999–2000.
W 1999 roku, Paul rozegrał dwa oficjalne spotkania w ramach kwalifikacji do Pucharu Karaibów 1999. W pierwszym z nich, jego reprezentacja została pokonana 0-3 przez drużynę Bahamów. W kolejnym meczu eliminacji, jego reprezentacja zremisowała 2-2 z drużyną Wysp Dziewiczych Stanów Zjednoczonych. W obydwóch spotkaniach, Paul grał w podstawowym składzie.
W 2000 roku, zawodnik ten rozegrał jeszcze jedno, tym razem ostatnie spotkanie w drużynie narodowej. W meczu przeciwko reprezentacji Kajmanów (podczas turnieju Western Union Super Cup), Paul wystąpił w podstawowej jedenastce, będąc przy tym jednym z dwóch zawodników reprezentacji, którzy ukarani byli żółtą kartką (drugim był Maxime Fleuriot).
W tym samym roku rozegrał w ekipie narodowej również dwa nieoficjalne spotkania, w których grał w wyjściowej jedenastce (spotkania te są mu niezaliczane do występów w drużynie narodowej).